# Dummy (film, 2002)
Pour les articles homonymes, voir Dummy.
Pour plus de détails, voir Fiche technique et Distribution.
Dummy est un film américain réalisé par Greg Pritikin (en) et sorti en 2002.
Le titre Dummy se réfère au personnage ventriloque joué par Adrien Brody, et à la marionnette qui est son alter ego dans le film.

## Synopsis
Steven, un ventriloque, vit toujours chez ses parents, et se sert de sa marionnette pour s'exprimer. Son amie tente de faire carrière en tant que chanteuse.

## Fiche technique
- Réalisation : Greg Pritikin (en)
- Scénario : Greg Pritikin
- Production :  Dummy Productions LLC, Quadrant Entertainment
- Lieu de tournage :  Commack, Long Island, New York
- Photographie : Horacio Marquinez
- Musique : Paul Wallfisch
- Montage : William Henry, Michael Palmerio
- Durée : 91 minutes
- Date de sortie: 21 février 2002

## Distribution
- Adrien Brody : Steven Schoichet
- Milla Jovovich : Fangora "Fanny" Gurkel
- Illeana Douglas : Heidi Schoichet
- Vera Farmiga : Lorena Fanchetti
- Jessica Walter : Fern Schoichet
- Ron Leibman : Lou Schoichet
- Jared Harris : Michael Foulicker
- Helen Hanft : Mrs. Gurkel
- Lawrence Leritz : The Groom
- Poppi Kramer : The Bride
- Mirabella Pisani : Bonnie

## Distinctions
- 2003 : prix spécial du jury au Festival international de Santa Barbara